# ۹۵۱ (خورشیدی)
۹۵۱ نهصد و پنجاه و یکمین سال هجری خورشیدی است.